# Sámi Artist Group
Sámi Artist Group (gegründet 1978 in Máze) ist eine norwegisch-samische Künstlergruppe, die von Hans Ragnar Mathisen gegründet wurde. Mitglieder der Mázejoavku: Sámi Dáiddajoavku/Sámi Artists’ Group sind Aage Gaup (* 1943), Synnøve Persen (* 1950), Josef Halse (* 1951), Keviselie/Hans Ragnar Mathisen (* 1945), Trygve Lund Guttormsen (1933–2012), Rannveig Persen (* 1953), Berit Marit Hætta (* 1948) und Britta Marakatt-Labba (* 1951).
Berit Marit Hætta und Maja Dunfjeld initiierten die Ausstellung sámi álb’mut/the sámi people im Norsk Folkemuseum in Oslo. Zum ersten Mal wurde zeitgenössische Kunst und zeitgenössisches Handwerk der Samen in Norwegen ausgestellt. Die zweite wichtige Ausstellung fand 1978 in der Galleri Alana in Oslo statt.
Die Sámi Artist Group hat zum Ziel, der indigenen Bevölkerungsgruppe der Samen ihre Würde und ihren Stolz zurückzugeben. Die Idee ist, eine eigene Nation der Samen zu gründen: Sápmi, welches Teile von Norwegen, Schweden, Finnland und Russland umfasst. Auf der documenta 14 wurden Arbeiten der Sámi Artist Group gezeigt. Zu sehen waren Flaggen von Synnøve Persen, Landkarten von Ragnar Mathisen und Stickbilder von Britta Marakatt-Labba.